# ティチーノ州地域鉄道ABDe6/6形電車

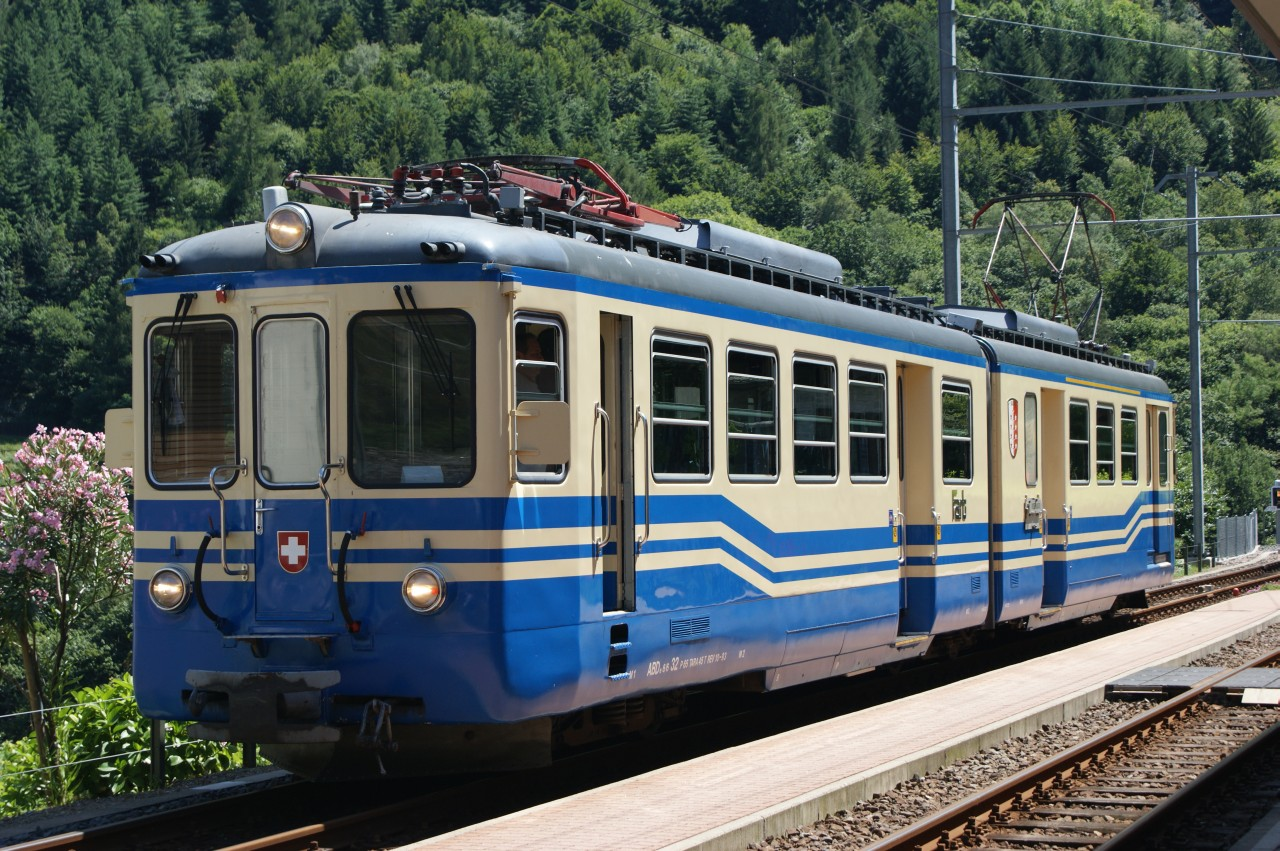
ABDe6/6 32号機、車体更新後、イントラーニャ駅に停車中

ティチーノ州地域鉄道ABDe6/6形電車（ティチーノしゅうちいきてつどうABDe6/6がたでんしゃ）は、スイス南部のティチーノ州地域鉄道（Ferrovie Autolinee Regionali Ticinesi(FART)）およびイタリア北部のアルプス山麓鉄道（Società subalpina di imprese ferroviarie(SSIF)）が運営するチェントヴァッリ鉄道（Centovallibahn）で使用される山岳鉄道用電車である。なお、本稿ではABDe6/6形を改造した同形機であるADe6/6形についても記述する。

## 概要
イタリア語で”100の谷”を意味するスイス南部のロカルノとイタリア北部のドモドッソラを結ぶ1000mm軌間の路線であるチェントヴァッリ鉄道では、開業以来の1923年製ABDe4/4形電車11-18号機からの近代化とロカルノ-ドモドッソラ間の所要時間短縮を目的に3車体連接式のABe8/8形3編成が1959年に投入されたが、本形式はこれを2車体連接式とした区間列車用の準同形機として1963年にチェントヴァッリ鉄道を運営するスイス側のティチーノ州地域鉄道が31-32号機導入したものであり、その後1980年代には31号機が車体更新と併せて全室1等車のADe6/6形に改造されている。製造は車体SWP、電機部品、主電動機および台車をTIBBが担当しており、抵抗制御方式で最大速度60km/h、定格出力540kWを発揮する山岳鉄道用の機体であり、所属ごとの各機体の機番、TIBB製番、製造年、機体名は以下の通り。
- 21 - 6675 - 1959年 - Berna（ADe6/6形に改造後はTitino）
- 22 - 6675 - 1959年 - Vallese

## 仕様

### 車体
- 車体は車軸配置Bo'Bo'Bo'の2車体連接の鋼製で基本寸法はABe8/8形の両端車体と同一、台枠は鋼材を溶接組立した床下カバー一体で台車もその中にはまり込む構造としたもので、床下機器部のカバーは開閉式である。床面は高床式でホームからはステップ2段を経由して乗車するほか、連接部は広幅貫通路で車体全周に渡る貫通幌付、客室は前位側の車体が6m2の荷物室と1等室、後位側の車体が2等室となっている。
- 前部は中央に貫通扉を設置した3枚窓スタイルで、左右方向には緩いカーブが付き、前面窓下部左右の2箇所と屋根中央部に丸型前照灯が、屋根左右に併用軌道走行時用の標識灯が2等ずつ設置されており、連結器は車体取付のねじ式連結器で緩衝器が中央、フック・リングがその左右にあるタイプ、台車先頭部には小型のスノープラウが設置されている。
- 側面は窓扉配置1D13D1-1D51（運転台窓-荷物室扉-荷物室窓-1等室窓-乗降扉-トイレ窓=2等室窓-乗降扉-2等室窓-運転台窓、前位側運転台窓後部の客室窓は狭幅のもの）となっており、側窓は大形の下降式のもの、乗降扉は4枚折戸で最下段のステップは車外に設置したものである。また、運転台部分より先頭部は左右に絞り込んだ形状となっている。
- 座席は1等室は1+2列でヘッドレストと肘掛付、2等室は2+2列の4人掛けのそれぞれ固定式クロスシートで、1、2等ともシートおよびシートピッチは同一で配列のみ異なっている。1等室は後位側車体の乗降扉のあるデッキより後位側を2室に区分して、先頭側客室が1ボックスとデッキ側が2ボックスの配置、2等室は前位側車体の車端部1ボックスと、デッキを挟んで前位側車体の中央部客室2ボックスと先頭側客室に3.5ボックスの配置で、前位側運転台背面部は座席を前向きに配置している。なお、各客室は開戸付の仕切壁で仕切られているほか、後位側車体のデッキ前位側にトイレと機械室を設置している。
- 運転室は右側運転台で運転席後部にのみ仕切が設置された開放式となっており、左側には助士席が設置されている。運転台は計器盤の右側にマスターコントローラーが、左側にブレーキ弁が設置されており、運転席が開放式であることから不使用時には各ハンドルを外し、計器盤にカバーを取り付けるようになっている。また、運転室左右の窓には手動式のバックミラーが設置されている。
- 塗装
  - 車体塗装は車体幕板部と下半部を青色、窓周り部をクリーム色とし、窓下部に青帯を入れたもので、正面下部中央にスイスの国旗のエンブレムと機体名が入るもので、前位側車体中央側車端下部に社名のマークが、側面前後端下部には形式名と機番が、1等室の窓上には黄色の細帯がそれぞれ入っている。
  - 車体更新後の車体塗装は改造前と同色を使用して同様に車体幕板部と下半部を青色、窓周り部をクリーム色としたものであるが、編成中央寄りでは下半部の青色が一段下がり、下半部の青色部にクリーム色の帯を二本入れたものとなり、前位側車体の側面端の下部に"FART"のステンレス製の切抜文字が、後位側車体の側面端の窓横部に機体名のエンブレムを設置している。
  - このほか床下機器および台車はダークグレー、屋根および屋根上機器は銀もしくはグレー、パンタグラフは赤となっている。
  - 室内は製造時は暖色系であったが、車体更新改造後もABDe6/6形のままである32号機は室内側壁面、天井はライトグレーで妻壁面はグレーの柄入りのものとなり、1等室座席はグレーをベースに座面および背摺の中央部が赤のもの、2等室座席は青緑色ベースで背摺りと座面がストライプ柄入りのものとなっている。

### 走行機器
- 台車および主電動機はABe8/8形と同一のもの、主制御器もほぼ同一のものを搭載している。
- 制御方式は抵抗制御方式で、1時間定格牽引出力90kW、連続定格出力65kWのTIBB製Typ TIBB GLM 1303直流直巻整流子電動機を3台永久直列2群で端子電圧433Vとして直並列制御し、最高速度60km/hの性能を確保したもので、電気ブレーキとして界磁を蓄電池からの電力で励磁する発電ブレーキ機能を有している。また、主電動機の冷却は自己通風式であるが冷却気は車体側面のルーバーから採り入れる方式としている。
- ブレーキ装置は主制御器による発電ブレーキおよび空気ブレーキを装備する。
- 台車はTIBB製Typ TIBB AEM2シリーズの軸距2300mm、動輪径780mmの板台枠式のボルト組立台車で、軸箱支持方式は軸梁式、枕ばね、軸ばねともにコイルばねで枕ばねはオイルダンパ付である。また、基礎ブレーキ装置はブレーキシリンダを台車設置とした両抱式である。
- 主制御器などの主要機器類は屋根上に搭載された主抵抗器を除いて床下に設置され、パンタグラフは先頭寄りに菱型のものが各1基が設置されているほか、補機として電動発電機、電動空気圧縮機、蓄電池などを搭載する。

### 改造
- 1984年には主制御器の制御部がBBCおよびSAAS[4]製のマイクロプロセッサを使用した新形のものに更新されている。
- 1990年代にはABe8/8形やABDe6/6形とともに車体更新改造を実施しており、前位側先頭の運転室後部の座席を撤去して運転室と客室間の仕切壁を設置するとともに左側側面に乗務員室扉とステップを設けている。また、客室は客室間の仕切壁の撤去、内装の更新、座席の交換を実施して1名分ずつ独立した形状のものとなっているほか、側面窓を下降式窓から上段下降、下段固定式の2段窓に交換をしている。
- このほか、乗降扉の自動化が実施されたが、ABe8/8形と異なり、デッキと客室の仕切壁の撤去、車体側面の主電動機冷却気導入用のルーバーの埋込は実施されていないほか、正面下部左側の前照灯横への後部標識灯の増設はされず、前照灯が標識灯兼用となっている。

### ADe6/6形
- ABDe6/6 31号機は車体更新の際に32号機と同様の改造を実施したことに加えて客室を全室1等室としてADe6/6形に形式変更されている。
- 座席は薄茶色の1名分ずつ独立した形状のもので旧2等室は座席配置が2+1列と2+2列の変則配列となったほか、客室内装も32号機とは異なり、側壁面および妻壁面が木目調、天井は白をベースに木目調の型帯が入るものとなっているほか、荷物室内がベージュとなっている。
- なお、この改造に併せて機体名がBernaからTitinoに変更され、車体側面のエンブレムも交換されている。

### 主要諸元
- 軌間：1000mm
- 電気方式：DC1350V 架空線式
- 軸配置；Bo'Bo'Bo'
- 最大寸法：全長25000(12500+12500)mm、車体幅2600mm、パンタグラフ折畳高3950m
- 軸距：2300mm
- 車輪径：780mm
- 自重：45t
- 定員
  - 1等座席18名、2等座席45名
  - 1等座席18名、2等座席40名（更新後）
  - 1等座席53名（ADe6/6形）
  - 荷重：2t
- 走行装置
  - 主制御装置：抵抗制御
  - 主電動機：Typ TIBB GLM 1303直流直巻電動機×6台
  - 定格出力：90kW×6（1時間定格）、65kW×6（連続定格）
  - 減速比：4.54
- 最高速度：60km/h
- ブレーキ装置：発電ブレーキ、空気ブレーキ

## 運行
- イタリア語で”100の谷”を意味するチェントヴァッリ鉄道は全長52km、高度差635m、最急勾配61パーミル（粘着区間）、最高高度831m、最低高度196mで、スイスのティチーノ州マッジョーレ湖畔のロカルノからチェントヴァッリ渓谷を途中カーメドで国境を越えてイタリアのピエモンテ州ドモドッソラまでの山岳路線であり、フルカ・オーバーアルプ鉄道[5]のフルカベーストンネルが開通するまでは、通年で通行可能な唯一のアルプス横断鉄道ルートであった。
- 本機はチェントヴァッリ鉄道のうち、主にロカルノからカーメド間のティチーノ州地域鉄道側の区間列車で使用されるほか、一部ロカルノ-ドモドッソラ間の直通列車でも運用され、列車は本形式単独もしくは客車1-2両を牽引するものとなっているが、Be4/8形の増備後は予備や季節列車用となり、現在では区間列車はその後増備されたABe4/6形が主力となっている。なお、連結器が異なるABe4/6形との併結は行われないほか、重連総括制御機能を持たないため、本形式同士もしくは他形式との重連も基本的には行われない。